# Seznam chráněných území v okrese Dolný Kubín
Toto je seznam chráněných území v okrese Dolný Kubín aktuální k roku 2017, ve kterém jsou uvedena chráněná území v oblasti okresu Dolný Kubín.
| Kód  | Obrázek                    | Typ | Název                    | Rozloha (ha) | Galerie Commons                                    | Popis území | Souřadnice                             |
| ---- | -------------------------- | --- | ------------------------ | ------------ | -------------------------------------------------- | ----------- | -------------------------------------- |
| 220  | Bôrická mláka              | PP  | Bôrická mláka            | 0,6000       | Kategorie „Bôrická mláka“ na Wikimedia Commons     |             | 49°16′14″ s. š., 19°8′34″ v. d.        |
| 318  |                            | PR  | Dubovské lúky            | 16,0289      |                                                    |             |                                        |
| 275  | Veľký Choč                 | NPR | Choč                     | 1 428,0500   |                                                    |             | 49°8′28″ s. š., 19°19′48″ v. d.        |
| 831  |                            | PR  | Javorinka                | 35,5200      |                                                    |             |                                        |
| 320  |                            | PP  | Kraľovanský meandr       | 18,2300      |                                                    |             |                                        |
| 327  |                            | PR  | Kunovo                   | 11,9200      |                                                    |             |                                        |
| 357  |                            | NPR | Minčol                   | 96,1000      |                                                    |             |                                        |
| 264  | Oravský hrad ze západu     | NPP | Oravské hradní bradlo    | 3,6200       | Kategorie „Orava Castle“ na Wikimedia Commons      |             | 49°15′41,16″ s. š., 19°21′32,49″ v. d. |
| 370  |                            | CHA | Ostrá skala a Tupá skala | 22,3000      |                                                    |             |                                        |
| 374  |                            | PR  | Paráč                    | 45,2700      |                                                    |             |                                        |
| 397  |                            | PP  | Pucovské zlepence        | 4,8485       |                                                    |             |                                        |
| 1034 | Rieka Orava                | CHA | Rieka Orava              | 441,7463     | Kategorie „Orava River“ na Wikimedia Commons       |             | 49°10′53″ s. š., 19°9′49″ v. d.        |
| 408  | Velký Rozsutec             | NPR | Rozsutec                 | 841,5500     | Kategorie „Veľký Rozsutec“ na Wikimedia Commons    |             | 49°13′48″ s. š., 19°5′52″ v. d.        |
| 423  | Sokolec                    | NPR | Sokolec                  | 199,2400     |                                                    |             | 49°13′34″ s. š., 19°10′38″ v. d.       |
| 441  | Šíp při pohledu od Rojkova | NPR | Šíp                      | 301,5200     | Kategorie „Šíp (Veľká Fatra)“ na Wikimedia Commons |             | 49°9′48″ s. š., 19°10′40″ v. d.        |
| 443  |                            | NPR | Šrámková                 | 243,6500     |                                                    |             |                                        |
| 446  | Šútovská_dolina            | NPR | Šútovská dolina          | 526,6500     | Kategorie „Šútovská dolina“ na Wikimedia Commons   |             | 49°11′4,02″ s. š., 19°5′5,1″ v. d.     |
| 466  | Veľká Lučivná              | PR  | Veľká Lučivná            | 66,3800      |                                                    |             | 49°12′39″ s. š., 19°8′45″ v. d.        |

## Zrušená chráněná území
| Kód | Obrázek | Typ | Název                  | Rozloha (ha) | Galerie Commons | Popis území                                                                                   | Souřadnice                       |
| --- | ------- | --- | ---------------------- | ------------ | --------------- | --------------------------------------------------------------------------------------------- | -------------------------------- |
| 248 |         | CHA | Geceľ                  | 10,15        |                 | Území bylo zrušeno k 1. prosinci 2008, protože zanikl předmět ochrany.                        |                                  |
| 398 |         | PP  | Puchmajerovej jazierko | 0,1          |                 | Území se k 1. březnu 2004 stalo součástí systému zón chráněné krajinné oblasti Horní Orava    | 49°18′ s. š., 19°14′31″ v. d.    |
| 309 |         | NPR | Klinské rašelinisko    | 15,07        |                 | Území se k 1. listopadu 2003 stalo součástí systému zón chráněné krajinné oblasti Horní Orava | 49°25′42″ s. š., 19°29′52″ v. d. |